# ナマカ (衛星)
ナマカ ((136108) Haumea II Namaka) は、冥王星型天体 (136108) ハウメアの衛星。2つ見つかっている衛星のうちの小さい方であり、内側の軌道を回っている。

## 名称と軌道
発見当初は S/2005 (2003 EL61) 2 という仮符号がつけられた。発見者グループはブリッツェンという渾名で呼んでいた。正式名称は、ハワイ神話の女神ハウメアの娘の1人で、水の精霊であるナマカから名付けられた。
ナマカはまだ4回しか観測されていない。完全な形の軌道を算出するにはデータが不十分なため、離心率を 0 と仮定して暫定的な軌道が求められている。

## 大きさと明るさ
ナマカの明るさは主星のわずか 1.5 % で、アルベドが同じと仮定すれば直径はおよそ 170 km である。外側を回っているヒイアカによる摂動に対して十分な大きさがあり、円軌道を維持することができる。